# Aloe 'Flurry'
Aloe 'Flurry' é uma espécie de liliopsida do gênero Aloe, pertencente à família Asphodelaceae.